# Canoagem nos Jogos Pan-Americanos de 2015 - C-1 1000 m masculino
A competição do C-1 1000 metros masculino foi um dos eventos da canoagem nos Jogos Pan-Americanos de 2015. Foi disputada na  Welland Pan Am Flatwater Centre, em Welland, no dia 13 de julho.

## Calendário
Horário local (UTC-4).
| Data        | Horário | Fase  |
| ----------- | ------- | ----- |
| 13 de julho | 9:50    | Final |

## Medalhistas
| Ouro   | BRA Isaquias Queiroz   |
| Prata  | CAN Mark Oldershaw     |
| Bronze | MEX Everardo Cristóbal |

## Resultados

### Final
| Pos.              | Canoísta           | País                     | Tempo    | Obs. |
| ----------------- | ------------------ | ------------------------ | -------- | ---- |
| Medalha de ouro   | Isaquias Queiroz   | BRA Brasil               | 4:07.866 |      |
| Medalha de prata  | Mark Oldershaw     | CAN Canadá               | 4:09.587 |      |
| Medalha de bronze | Everardo Cristóbal | MEX México               | 4:14.572 |      |
| 4                 | Rolexis Baez       | CUB Cuba                 | 4:20.164 |      |
| 5                 | Sergio David       | BRA Brasil               | 4:20.547 |      |
| 6                 | Facundo Pagiola    | ARG Argentina            | 4:36.815 |      |
| 7                 | Ariel Jimenez      | DOM República Dominicana | 4:55.629 |      |